# Gruppo Sportivo Fiamme Oro
Il Gruppo Sportivo Fiamme Oro è il gruppo sportivo della Polizia di Stato. Fondato nel 1954, comprende 43 discipline sportive.

## Storia
Un primo gruppo sportivo, nel settore sport alpini, è nato a San Candido (Bolzano) il 19 gennaio 1949 per dare la possibilità al personale dell'allora Corpo delle Guardie di pubblica sicurezza di partecipare alle gare di sci da fondo organizzate dalla Gendarmeria austriaca e riservate alla Polizia di Frontiera.
Il primo successo arriva il 2 marzo 1949 quando le Fiamme oro vincono il trofeo "staffetta alpina", messo in palio a Misurina (Belluno) dalla Legione Guardia di Finanza di Trento seguito dalla conquista del primo titolo italiano a squadre nel 1952. Nello stesso anno, con il trasferimento della sede da San Candido a Moena (Trento), attuale sede del gruppo sportivo, viene potenziata la disponibilità logistica della struttura e vengono arruolati giovani promettenti atleti fondisti.
È il primo nucleo di quelle che il 12 agosto 1954, con la convenzione tra il Ministero dell'interno ed il CONI, diventano le Fiamme oro, inizialmente la Polisportiva del Corpo delle guardie di Pubblica Sicurezza, in seguito, dopo la riforma del 1981, il Gruppo sportivo della Polizia di Stato.
Alle Olimpiadi di Cortina nel 1956, Otto Glueck vince il primo titolo italiano assoluto nello slalom.
La prima medaglia olimpica arriva ai giochi di Melbourne del 1956 dal sollevamento pesi: Ermanno Pignatti conquista il bronzo. Alla stessa olimpiade partecipa, sempre con i colori cremisi, Carlo Pedersoli, il primo nuotatore italiano a scendere sotto il minuto nei 100 metri stile libero.
Il 3 settembre 1960, durante la XVII Olimpiade di Roma, Livio Berruti vince la medaglia d'oro nei 200 metri di atletica leggera e migliora due volte il primato del mondo, diventando l'atleta delle Fiamme oro più famoso del pianeta, definito dai cronisti dell'epoca il "poliziotto più rapido del mondo".
L'olimpiade romana porta altre medaglie per i portacolori cremisi: nel pugilato Giulio Saraudi vince il bronzo (l'oro andò a Cassius Clay). Nel "Settebello" di pallanuoto campione olimpico ci sono ben quattro poliziotti, Giuseppe D'Altrui, Danio Bardi, Brunello Spinelli, Amedeo Ambron.
Gli anni dal 1974 al 1981 mettono a dura prova il gruppo sportivo delle Fiamme oro che subisce un forte ridimensionamento a causa dei preminenti compiti d'Istituto dovuti agli Anni di Piombo. Questo tuttavia non impedisce l'ottenimento di risultati di assoluto valore.
Nel decennio successivo avviene una rifondazione del gruppo, che porta ad ampliare le specialità sportive e ai primi arruolamenti nel settore femminile. Le ottime prestazioni delle atlete culminano, infatti, con la medaglia d'argento di Lara Magoni ai Campionati mondiali di sci alpino del 1997, conquistando anche una vittoria alle finali di Coppa del Mondo nello stesso anno e vincendo il titolo di Campionessa Italiana di Slalom negli anni 1997 e 1998.
Le attività sportive della Polizia in seguito continuarono ad aumentare: dal motociclismo al pugilato, dal tiro alla lotta, dal nuoto al salvamento, dall'equitazione al karate, dal rugby al pattinaggio su ghiaccio (vedi #Sezioni).
Con la convenzione firmata nel 2012 tra il gruppo sportivo Fiamme Oro e il Comitato Italiano Paralimpico è stato fatto un ulteriore passo in avanti, includendo nel gruppo anche atleti disabili, che hanno riportato numerose vittorie in competizioni internazionali e paralimpiche. In particolare alle paralimpiadi di Tokyo del 2021 gli atleti delle Fiamme Oro hanno conquistato ben 25 medaglie, nelle discipline del nuoto e della scherma.

## Finalità
Lo scopo del Gruppo è quello di mantenere e promuovere, anche tra i giovani (Centri giovanili), l'attività sportiva a livello agonistico, per accrescere il patrimonio sportivo nazionale. In quest'ottica le Fiamme oro si dedicano alla preparazione di atleti di alto profilo in 43 discipline sportive che vengono praticate in 9 centri nazionali e 28 centri giovanili. Le Fiamme oro consentono agli atleti di trovare la tranquillità necessaria per dedicarsi esclusivamente ad allenamenti e gare, soprattutto negli sport "minori", nei quali gli sportivi non sono professionisti.
L'articolo 1 dello statuto delle Fiamme oro mostra il legame fra l'attività istituzionale della Polizia di Stato e il suo impegno nella promozione dello sport. La pratica sportiva del personale viene agevolata in quanto "parte integrante dell'addestramento", "elemento di formazione professionale del personale" e "strumento di tutela della salute"; inoltre "l'impegno sociale e la politica di inclusione caratterizzano lo spirito che accompagna tutte le iniziative di promozione dello sport sul territorio nei confronti dei giovani, ritenuti interlocutori privilegiati dei principi di rispetto delle regole e di legalità che da tale attività promanano".

## Strutture del gruppo
Le Fiamme Oro hanno 9 centri sportivi nazionali in tutta Italia: due a Roma ed uno a Milano, Moena, Padova, Ladispoli, Nettuno, Sabaudia e Napoli.

## Fiamme Oro Rugby
La sezione rugby ha conquistato 5 scudetti nel campionato italiano tra il 1958 e il 1968, di cui i primi quattro consecutivi.

## Fiamme Oro Atletica
La sezione di atletica leggera, nata nel 1953 a Padova presso il 2º Reparto Celere, ha vinto la Coppa dei Campioni per club per 3 volte nel 1982, 1983 e 1993.

## Sezioni

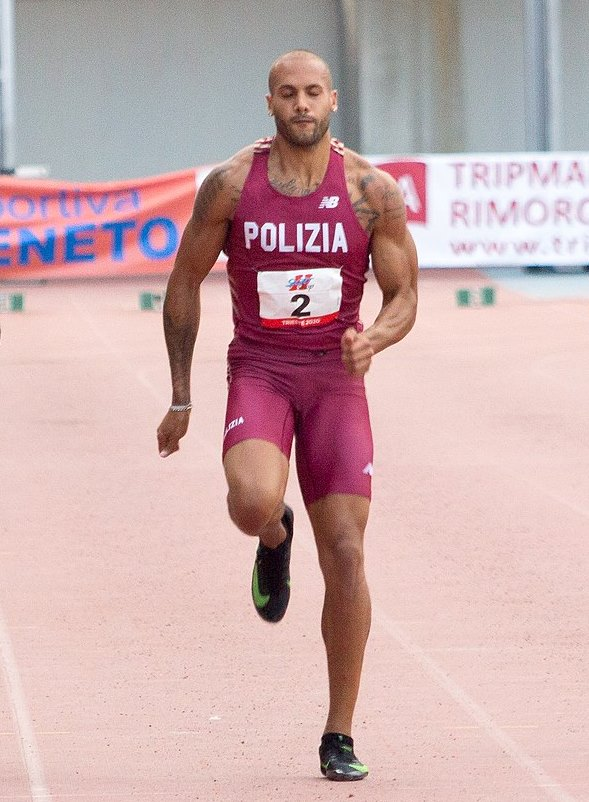
Il velocista Marcell Jacobs con la tradizionale divisa cremisi delle Fiamme Oro

### Arti marziali
- Karate
- Judo
- Lotta
- Pugilato
- Taekwondo

### Motor sport
- Enduro
- Motociclismo
- Motocross
- Supermoto
- Trial

### Sport acquatici
- Surf
- Canoa
- Canottaggio
- Nuoto
- Nuoto di fondo
- Nuoto per salvamento
- Nuoto pinnato
- Nuoto sincronizzato
- Pallanuoto femminile
- Tuffi
- Vela
- Windsurf
- Kitesurf
- Pallanuoto maschile (non attiva)

### Sport invernali
- Biathlon
- Bob
- Combinata nordica
- Curling
- Freestyle
- Pattinaggio
- Pattinaggio di velocità su ghiaccio
- Salto con gli sci
- Sci alpino
- Sci di fondo
- Sci orientamento
- Snowboard

### Altro
- Atletica leggera
- Arrampicata
- Badminton
- Ciclismo femminile
- Equitazione
- Pentathlon moderno
- Triathlon
- Scherma
- Sollevamento pesi
- Rugby a 15
- Tiro a segno
- Tiro a volo
- Tiro con l'arco
- Ginnastica Artistica maschile e femminile
- Ginnastica Ritmica

## Medagliere
Il gruppo sportivo ha collezionato 148 medaglie ai Giochi olimpici, 275 titoli mondiali, 278 titoli europei e più di 4 465 titoli nazionali.
Nel 2010 i 316 atleti del Gruppo sportivo della Polizia di Stato hanno conquistato 885 medaglie, 398 d'oro, 270 d'argento e 217 di bronzo, nei 3 933 eventi sportivi a cui hanno partecipato.
| Competizione              | Oro | Argento | Bronzo |
| ------------------------- | --- | ------- | ------ |
| Giochi olimpici estivi    | 40  | 19      | 41     |
| Giochi olimpici invernali | 6   | 3       | 4      |
| Giochi paralimpici estivi | 8   | 15      | 12     |
| Totale                    | 54  | 37      | 57     |

## Sportivi
Nelle Fiamme Oro hanno militato:

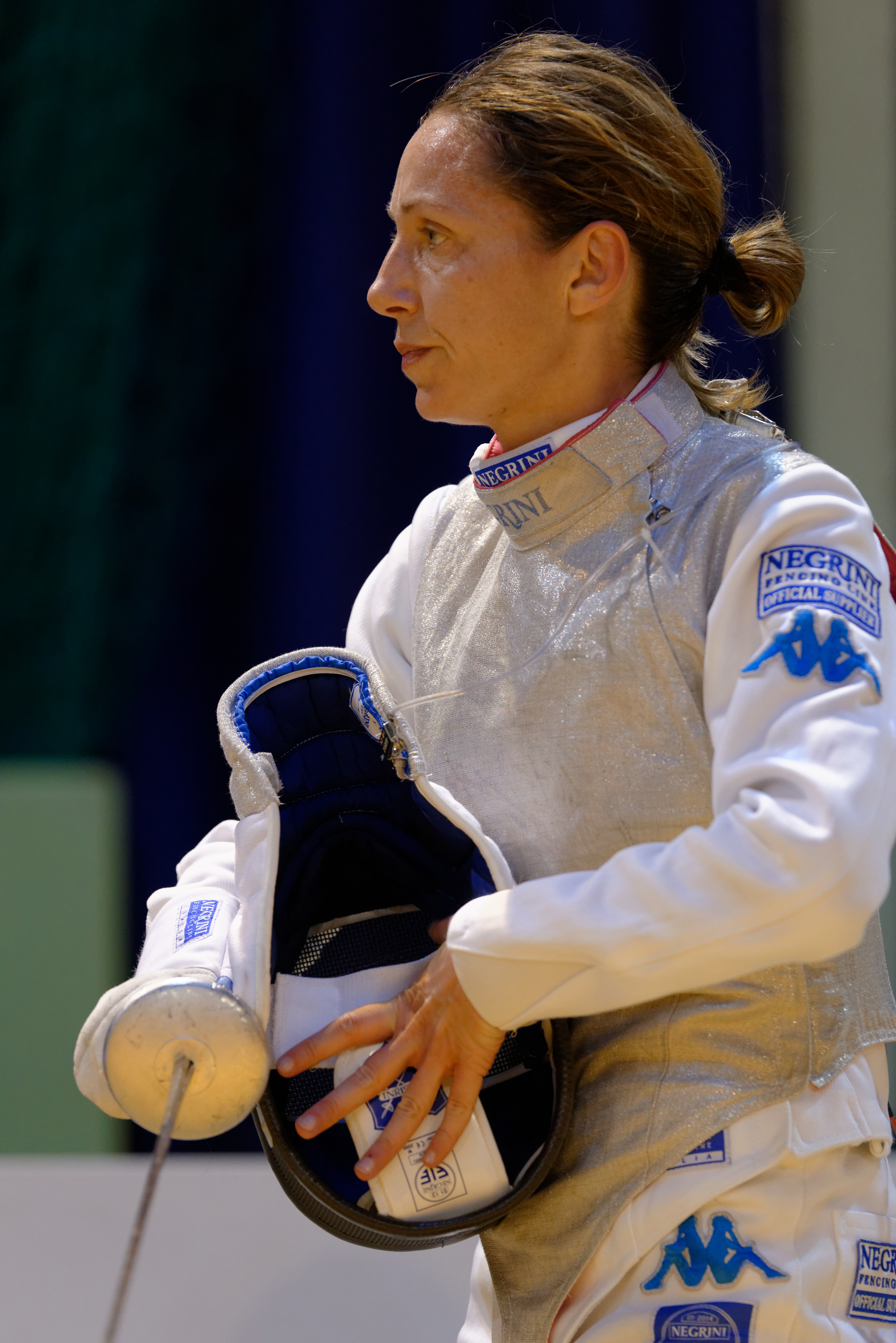
La schermitrice Valentina Vezzali

- Livio Berruti, campione olimpico dei 200 m piani ai Giochi di Roma 1960;
- Carlo Pedersoli, (in seguito conosciuto con lo pseudonimo Bud Spencer) nel nuoto;[3]
- Franco Manfroi, 3º nella staffetta 4 × 10 km ai Campionati mondiali di sci nordico a Oslo (Norvegia);
- Daniele Masala, pentatleta vincitore di due ori e un argento a Los Angeles 1984 e a Seul 1988;

- Loris Capirossi nel motociclismo
- Giorgio Minisini nel nuoto sincronizzato.

Fra gli sportivi di oggi:
- Valentina Vezzali, Bebe Vio ed Elisa Di Francisca nella scherma;
- Roberto Cammarelle, Domenico Valentino e Dario Vangeli nel pugilato;
- Alessandro Miressi e Thomas Ceccon nel nuoto;
- Andrea Minguzzi nella lotta greco-romana;
- Riccardo Vito Abbrescia nella lotta greco-romana
- Francesco D'Aniello e Jessica Rossi nel tiro a volo;
- Nicole Della Monica nel pattinaggio su ghiaccio;
- Daniel Grassl nel pattinaggio su ghiaccio;
- Matteo Guarise nel pattinaggio su ghiaccio;
- Enrico Fabris nel pattinaggio su ghiaccio;
- Daniela Ceccarelli e Karen Putzer nello sci;
- Daniele Greco, Michael Tumi, Silvano Chesani, Emanuele Abate, Gianmarco Tamberi e Marcell Jacobs, Massimo Stano nell'atletica leggera;
- Massimo Beltrami nel motociclismo e Christian Ravaglia nella supermotard;
- Manuel Monni, Kiara Fontanesi, Alessandro Lupino e Alex Puzar nel motocross;
- Simone Albergoni, Thomas Oldrati, Oscar Balletti e Fabio Farioli nell'enduro;
- Simone Corsi e Michele Pirro nel motociclismo;
- Elio Verde nel judo;
- Ayomide Folorunso nell'atletica leggera;
- Francesco Porco nei tuffi.
- Yeman Crippa nell’atletica.
- Stefano Ghisolfi nell'arrampicata sportiva, 4 vie di 9b+, 1 via 8c a vista e vinse la Coppa del Mondo Lead nel 2021
- Laura Rogora nell'arrampicata sportiva, prima donna al mondo a chiudere una via 8c+ a vista. (Falesia alle Gorges du Loup, via Ultimate Sacrifice)
- Federico Pellegrino, medaglia d'argento nella specialità sprint ai Giochi olimpici invernali di Pyeongchang
- Stefania Constantini, nel curling.
- Alice Betto, nel triathlon.
- Sofia Raffaeli nella ginnastica ritmica.
- Gabriele Rossetti (tiratore) nel tiro a volo.